# Знаменское (муниципальный округ Сухой Лог)
Знаменское — село в городском округе Сухой Лог Свердловской области России.

## География
Село расположено в 5 километрах (по автодороге в 6 километрах) к западу-северо-западу от города Сухого Лога, на правом берегу реки Пышмы, ниже устья её правого притока.

### Уличная сеть
В селе двадцать четыре улицы.

## Топоним
Первоначальное название — Кокуй. Нынешнее название — по Церкви иконы Божией Матери «Знамение»

## История
В  7182 году от сотворения мира (1674 год), «без  Великого Государя указу и без грамоты» была основана  слобода (заимка) Тобольского архиерейского дома (т.н. «Митрополия»). Из дальнейшей ее истории известно, что возникла она на правом берегу Пышмы и двор ее находился тремястами метрами ниже устья речки Брусянки. Сейчас это северная оконечность села Знаменского. К 1679 г. здесь  было 16 крестьянских дворов. В митрополичье слободе имелись строения: часовня теплая, двор Сефийского сына боярского Петра Безсонова и житничного старца Михаила. На том дворе башня, под башнею две избы и амбары хлебные. 3 семьи первопоселенцев были переведены из Покровской слободы, 13 семей были переведены из Усть-Ницинской слободы, родом преимущественно были "сысольцы".  Митрополичья слобода, как административная единица, просуществовала до 1679 г. Как построенная без разрешения Государя, она была упразднена, митрополичьи крестьяне должны были быть возвращены на места прежнего проживания. Переселение митропольичьих крестьян затянулось до 1682-1683 годов, когда крестьяне были отправлены на освоение новых земель, став первопоселенцами села Воскресенское.
Одновременно с отселением митрополичьих крестьян началось строительство острога и заселение новой государевой слободы, переселенцами из верхотурских слобод. Острог строил Семен Будаков. К декабрю 1680 г. работа была завершена. В контексте переписки С.Бутакова с верхотурским начальством видно, что  поставил он острог на митрополичьем дворовом месте. «А острог, государь, поставлен кругом 200 сажен». Место он выбрал неудачно: избы крестьян бывшей митрополичьей слободы примыкали к острогу — «с приезду, из за дворов острогу и башен не видать».
5 января 1684 года крестьяне, в ответ на их челобитье, получили разрешение строить в Новопышминском остроге церковь. Но ровно через три месяца приказчику этой слободы Матвею Якубовскому поступил наказ о переносе острога. Строительство храма на старом месте начальству представилось не актуальным.
Однако крестьяне, встретившие в штыки решение о переносе слободской столицы, не соглашались и с отказом от возведения храма на «старом» острожном месте. И храм был построен, но не так быстро, как предполагалось.
В 1684 г, в ответ на жалобы крестьян новой Пышминской слободы (острог «построен не в угожем месте…пошатился и розвалился и башни не довершены») был отправлен наказ верхотурского начальства о переносе острога: «на иное место… перенести против заимки Спасские…». И в июле 1685 года приказчик Иван Ежевской, в  письме впервые называет старое Новопышминское поселение  деревнею Брусянкою.
В период 1710-1719 годах из большой разбросанной по степи деревни Брусянской сделали два поселения: Знаменский погост (по названию храма) на правом берегу  и деревню Брусянку на левом берегу одноименной речки. в этот период Знаменский погост насчитывал не менее 23 дворов.
В XIX веке в селе производился красный кирпич. Раз в полгода проходили ярмарки. В 1856 году открыта церковноприходская школа.

## Население
| 2002 | 2010  |
| ---- | ----- |
| 1447 | ↘1427 |

## Инфраструктура
Знаменский лесхоз, Дом культуры, школа № 8

## Достопримечательности
Мемориальный комплекс «В память о воинах-земляках, погибших в годы Великой Отечественной войны 1941—1945 гг.» на развилке улиц Ленина и Горького

### Знаменская церковь
В 1794 году была заложена каменная, трёхпрестольная церковь, главный храм которой был освящён в честь иконы Пресвятой Богородицы «Знамение» в 1802 году, придел во имя преподобного Зосимы и Савватия Соловецких был освящён в 1803 году, придел во имя пророка Илии был освящён в 1837 году. Церковь была закрыта в 1930 году и возвращена в РПЦ в 1989 году. Вновь была освящена 18 февраля 1990 года.

### Фестиваль авторской песни студенческих отрядов «Знаменка»
Ежегодно с 1977 года вблизи села выше по течению реки Пышмы (на месте бывшей деревни Рогалёвой) проходит фестиваль авторской песни студенческих отрядов «Знаменка». В нём принимают участие представители студенческих отрядов (нынешних и ветеранов), авторские коллективы, музыкальные группы и солисты. В январе 2005 г. зарегистрирован Свердловский областной общественный фонд участников студенческих отрядов «Знаменка».

## Транспорт
Село доступна автотранспортом. Действуют несколько остановок общественного транспорта.